# Derby Makinka
Derby Makinka   (Harare, 5 de setembre de 1965 - Libreville, 27 d'abril de 1993) és un exfutbolista zambià de la dècada de 1980.
Fou internacional amb la selecció de futbol de Zàmbia.
Pel que fa a clubs fou jugador de:
- 1984-1989 Profound Warriors
- 1989 Pomir Dushanbe
- 1990 Darryn Textiles Africa United
- 1991 Lech Poznań
- 1993 Ettifaq

Va morir en l'accident aeri de la selecció de futbol de Zàmbia de 1993.